# جون ميسي
جون ميسي (بالإنجليزية: Jon Macy)‏ (11 سبتمبر 1964)؛ روائي أمريكي.